# 傑克吉氏指鰧
傑克吉氏指鰧（學名：Gillellus jacksoni），為輻鰭魚綱䲁形目指鰧科吉氏指鰧屬的一個種，種名是為了紀念費利克斯·N·傑克遜（Felix N. Jackson），他是密西西比州歐申斯普林斯市墨西哥灣沿岸研究實驗室的博物館技術員，分布於中西大西洋安圭拉、聖巴泰勒米島、聯合島和阿魯巴海域，深度0至17公尺，本魚體扁，向尾部逐漸變細，管狀鼻孔，眼在頭頂，不在柄上，尖端有一圈皮瓣，口上翹，下頜突出，下唇有2-4個皮瓣，上唇無，鰓蓋上有一個褶邊皮瓣，背鰭起點於頸背，背鰭硬棘17-20枚、背鰭軟條18-20枚、臀鰭硬棘2枚、臀鰭軟條28-30枚，腹鰭著生於喉下，每節有1、3根鰭條，鱗大光滑，側線在背鰭棘節後略微向下彎曲，側線拱形面上鱗片22-23片，體色淺，頸背與尾鰭基部之間有6-7條窄暗帶，這些暗帶比鰭間隙窄，且從上到下粗細均勻，頭頂及上側有褐色斑駁和斑點，體長可達2.5公分，棲息在有沙底質海床，生活習性不明。